# Microrégion de Piracicaba
La microrégion de Piracicaba est l'une des trois microrégions qui subdivisent la mésorégion de Piracicaba de l'État de São Paulo au Brésil.
Elle comporte 12 municipalités qui regroupaient 552 710 habitants en 2006 pour une superficie totale de 3 790 km².

## Municipalités[1]
- Águas de São Pedro
- Capivari
- Charqueada
- Jumirim
- Mombuca
- Piracicaba
- Rafard
- Rio das Pedras
- Saltinho
- Santa Maria da Serra
- São Pedro
- Tietê